# Xipehuzii
Xipehuzii (1887) (titlu original Les Xipéhuz) este o nuvelă științifico-fantastică a celor doi scriitori care au publicat împreună sub pseudonimul J.-H. Rosny deși mai probabil a fost scrisă de J. H. Rosny ainé.
Nuvela descrie lupta pentru supraviețuire pe care a dus-o omenirea, în primele veacuri ale istoriei sale, împotriva unei forme noi de viață inteligentă non-organică, Xipehuzii, un fel de cristale gânditoare.  
Este prima povestire a lui J.-H. Rosny care se desfășoară în timpurile preistorice și prima sa povestire științifico-fantastică, deși termenul nu exista încă în momentul scrierii.
Acest text a fost uneori catalogat ca fiind cu adevărat prima povestire științifico-fantastică.

## Vezi și
- Navigatorii infinitului
- Prizoniera oamenilor mistreți
- Lupta pentru foc
- Moartea Terrei
- Leul uriaș